# Storia di San Costanzo
Il comune di San Costanzo ha una storia plurimillenaria di cui si data l'inizio a circa 3000 anni fa.

## I primi insediamenti
I numerosi reperti archeologici datano all'VIII secolo a.C. la presenza dei primi villaggi nel territorio di San Costanzo: siamo agli inizi dell'età del ferro che si identifica, nel centro collinare, con la civiltà dei Piceni. A San Costanzo è stata rinvenuta una delle più antiche ed importanti necropoli picene. L'insediamento dei Piceni avrebbe avuto inizio nell'VIII secolo a.C. ed un suo consolidamento nei secoli VII e VI a.C.
È inoltre ipotizzabile la presenza di un insediamento di Etruschi intorno al VI-V secolo a.C.
Più avanti negli anni nel territorio dove oggi si trova San Costanzo venne a formarsi un pagus o vicus romano, un villaggio di campagna dove agricoltura e pastorizia formavano la maggiore occupazione; vista però la posizione strategica ai confini della Gallia cisalpina è assai probabile che vi fossero stanziate guarnigioni romane, incaricate del controllo di questa "zona cuscinetto".
San Costanzo, con altri centri limitrofi, si trovava sulla direttrice della via Gallica, che permetteva di scendere agilmente dalle colline verso il mare e viceversa.
In virtù della particolarissima geografia fu di primo piano il coinvolgimento di San Costanzo in una delle più importanti battaglie della storia, quella conosciuta come battaglia del Metauro (207 a.C.).

## Il periodo altomedievale
A questo periodo risalgono le prime fortificazioni difensive sulle alture di San Costanzo.
Molti abitanti delle zone costiere andavano ad accrescere i numerosi insediamenti collinari, che offrivano maggiore possibilità di difesa dalle continue invasioni barbariche e dalla sanguinosa guerra gotico-bizantina che ebbe inizio nel 535 e trovò il suo epilogo solo nel 553.
Al termine del conflitto gotico-bizantino e con la comparsa delle prime fortificazioni, San Costanzo viene ad assumere una più decisa rilevanza strategica pronto ad opporsi ad una nuova e temibile invasione che non si farà attendere, quella da parte dei Longobardi.
Nel territorio di San Costanzo esistono svariati riscontri topografici segni certi della presenza dei Longobardi e dei popoli giunti al loro seguito: esempi fra i tanti Valdeprati che deriverebbe da Waldipert (toponimo longobardo da nome personale) e Montelibino (Monte di Libino) tipico toponimo longobardo di tipo settimànico (nome di persona preceduto da un appellativo).
Altro toponimo settimànico è Fontanamaggio (Fontana di Magio o Maio).
Con i Longobardi giunsero in Italia, a più riprese, altri popoli: i Sarmati, i Pannoni, i Gepidi, i Suebi, i Norici ed i Bulgari.
L'antica presenza di questi ultimi, nel territorio di San Costanzo, è testimoniata da alcuni significativi toponimi quali Monte Bugaro, Rio Bugaro e Monte Bugra.

## Il basso Medioevo
Dopo l'appartenenza nel VI secolo alla Pentapoli marittima controllata dall'esarca di Ravenna, San Costanzo, in virtù delle numerose concessioni imperiali, passa sotto il dominio dei Romani Pontefici.
Nel 1283, come si evince dal Codex Diplomaticus Dominii Temporalis S. Sedis, è parte del contado di Fano.
Dagli inizi del Trecento sarà la famiglia guelfa dei Malatesta ad esercitarne il diretto controllo. Nel 1434 il castello di San Costanzo risulta annesso al vicariato di Mondavio.
Tre anni più tardi Sigismondo Malatesta cede a Bartolomeo del Palazzo la terra di San Costanzo ormai smembrata dal resto del vicariato; nel 1440 lo stesso Malatesta la riunirà ai suoi stati permutandola con Barchi e la Villa di San Sebastiano.
Sei anni dopo San Costanzo, parte del vicariato, è ceduto a Fano da papa Eugenio IV con la bolla Licet Summorum Predecessorum Nostrorum del 13 aprile 1446.
Venuta meno la fortuna dei Malatesta, con le capitolazioni del 25 settembre 1463 Fano ed i suoi territori tornano ad essere soggetti alla Sede Apostolica.
Papa Pio II, il 28 novembre 1463, con la bolla Inter Multiplices Curas investe del vicariato suo nipote Antonio Piccolomini.
Terminata la breve signoria dei Piccolomini con la morte di Pio II, San Costanzo torna sotto il controllo di Fano.
Eletto quindi papa Sisto IV, il vicariato viene ceduto a Giovanni Della Rovere con la bolla Universalis Ecclesie Regimini del 12 ottobre 1474.
Il duca Francesco Maria, nel 1512, concede in feudo il castello di San Costanzo all'antica e nobile famiglia milanese dei Landriani, nella persona del capitano Ambrogio.
Con l'elezione al pontificato di papa Leone X, il Della Rovere vede vacillare la stabilità del proprio potere: nel 1517 è Lorenzo de' Medici ad occupare la terra di San Costanzo.
Più avanti negli anni persistendo papa Leone X nel disegno di smembrare il ducato, cede nuovamente a Fano il vicariato di Mondavio e con esso San Costanzo (bolla Ad Apostolicae Dignitatis Apicem del 26 maggio 1520).
Più tardi i Della Rovere, vedendosi nuovamente arridere la fortuna, recupereranno senza colpo ferire i territori loro appartenuti.
Nel 1631, con la morte dell'ultimo duca Francesco Maria II, il Ducato di Urbino e con esso San Costanzo passa alla Santa Sede.

## San Costanzo nello Stato Pontificio
Venuta meno la successione dei Della Rovere, lo Stato di Urbino passa alla Santa Sede assumendo il titolo di legazione.
Della Legazione di Urbino faceva parte anche San Costanzo.
In questo periodo la terra, delimitata dalle mura castellane, al cui interno si trovava la piazza Grande ed il corso, andava perdendo la propria centralità a favore del borgo: qui si andavano sviluppando le botteghe di artigiani, il barbiere, il fabbro, il fornaio, il calzolaio, lo speziale anche se l'agricoltura, con una buona produzione di grano, olio e vino era la fonte di maggiori entrate per l'economia del tempo.
Il territorio di San Costanzo era diviso in contrade, fra queste le più importanti erano contrada del Castello, la contrada San Silvestro (dal nome della chiesa omonima) e la contrada Sant'Agostino (dal nome del convento degli Agostiniani).
Come in altri piccoli centri a San Costanzo risiede il Podestà, ospitato nel palazzo Magistrale, in diretti e frequenti contatti con il Cardinale Legato e l'Arciprete del luogo.
Si ha notizia di una grave emergenza per la presenza di pirati (anno 1672): si trattava di bande di Turchi più o meno organizzate che, provenienti dal mare, interessarono per alcuni anni il litorale e le zone adiacenti con le loro incursioni.
Si ha notizia di un mal contagioso, probabile pestilenza che interessò San Costanzo dal 1731 al 1737.
Negli anni 1738 e 1739 si ebbe il male epidemico, violenta e grave epidemia fra gli animali bovini.
Dal 1742 al 1746 si segnala il passaggio a San Costanzo di truppe alemanne: in questo periodo l'Europa e la penisola erano coinvolte in un'aspra lotta di successione, iniziata con la morte dell'imperatore Carlo VI il 20 ottobre 1740.
Altro fatto saliente che ha interessato San Costanzo nella seconda metà del Settecento è stata la riforma del locale catasto.

## L'Ottocento
Dal 1797 al 1814 San Costanzo visse i fatti d'arme, che si susseguirono ad un ritmo incalzante ed inusitato, in seguito all'arrivo in Italia del giovane generale Napoleone Bonaparte.
Il 19 marzo 1801 si fermarono a San Costanzo tre dragoni francesi di cavalleria e la piccola comunità dovette provvedere a tutte le necessità della guarnigione.
Le Marche, sottratte al controllo del Pontefice, vennero suddivise in Dipartimenti: il comune di San Costanzo faceva parte del Dipartimento del Metauro - Distretto di Senigallia.
Dopo la sconfitta subita da Napoleone a Lipsia (ottobre 1813) e la firma dell'armistizio con gli austriaci (16 aprile 1814), San Costanzo tornava nuovamente sotto il controllo della Santa Sede.
Rimaneva comunque il comune principale ed aveva come appodiati Cerasa e Stacciola.
Tra la fine del XVIII e l'inizio del XIX secolo San Costanzo ebbe fama di dotta ed ospitale cittadina.
Si andavano formando cenacoli di artisti e letterati, si leggevano i classici, ci si misurava in recitazione nelle residenze gentilizie o nel Teatro Della Concordia (1721). Questo periodo di locale Rinascimento sarà interrotto dai luttuosi eventi del 1822, che porteranno il piccolo centro alla ribalta delle cronache nazionali.
Il 26 giugno 1822 moriva a San Costanzo, in casa del cugino conte Cassi, il letterato Giulio Perticari. Della morte fu ingiustamente accusata la bellissima moglie del Perticari, Costanza, figlia di Vincenzo Monti e Teresa Pikler. In realtà il conte Giulio Perticari morì per una grave malattia al fegato, che aveva manifestato i suoi primi sintomi fin dai primi anni di matrimonio. L'atto di morte del conte Perticari si conserva negli archivi della Collegiata.